# Фран Салешкі Фінжгар
Фран Салешкі Фінжгар (Fran Saleški Finžgar, 9 лютого 1871, Дословче —2 червня 1962, Любляна) — словенський письменник та драматург.

## Життєпис
Походив з бідної родини кравця. Народився у селі Дословче 1871 року. Спочатку навчався у школі селища Радовлиця. Після її закінчення 1882 року поступив до середньої школи у Любляні, яку у 1891 році закінчив з відзнакою.
Продовжив навчання на богословському факультеті Люблянського університету, який закінчив у 1895 році. У 1893 році надрукував перші свої твори. У 1894 році Фінжгара було висвячено на священика. Був парохом у селах Єсениці, Кочев'є, Сора та містечку Ідрія.
У 1918 році призначено священиком округу Трново в Любляні. Тут він перебував до 1936 року. Після цього приділяв більшу увагу громадській та політичній діяльності, був близький до християнських соціалістів. У 1938 році обирається членом Словенської академії наук і мистецтв. У роки фашистської окупації Югославії підтримував народно-визвольну боротьбу. В подальшому зосередив увагу на літературі. Помер у 1962 році в Любляні.

## Творчість
Традиції словенського реалізму отримали розвиток в творах Фінжгара про село — новели і повісті «Хліб наш насущний» — «Naš vsakdanji kruh», 1911; «Наймичка Анчка» — «Dekla Ančka», 1913; «дівер» — «Strici», 1927, та ін.), а також в романі «з сучасного світу» («Iz modernega sveta», 1904), що розкриває важке становище робітників, їх боротьбу з підприємцями.
Автор історичного роману «Під сонцем свободи» (1906—1907) щодо походу слов'ян на Візантію, прозаїчного циклу «Наврочена» (1915—1919), пов'язаного з темою Першої світової війни. Йому також належать спогади «Роки мого мандрування» (1957).
У творчості Фінжгара помітне щире співчуття народу, правдиве зображення соціальної несправедливості, яке поєднуються з релігійною утопічністю ідеалу.
Мав значний внесок у словенську драматургію. У найкращій його п'єсі «Руїни життя» 1921 року на матеріалі сільського побуту показано як матеріальні інстинкти калічать людину.